# Вкладна цев
Вкладна цев е сменяема част от ствола на артилерийско оръдие. Представлява вставляема тънкостенна тръба с винтови нарези, образуваща канала на ствола на артилерийското оръдие и покрита от обвивка (кожух) по цялата си дължина. Използва се главно в оръдията голям калибър (от 12„ нагоре) за увеличаване на живучестта на техните стволове и компенсиране намаляването на точността на стрелба в резултат на износването на нарезите в процеса на експлоатация. Износването на стволовете значително нараства с увеличаването на калибра и дължината на ствола – при линкорите от последните серии, имащи оръдия с калибър 14 – 16“ и дължина на ствола от 45 – 50 калибра, разсейването на снарядите значително нараства само след няколко десетки (до сто) изстрела.
В Русия вкладна цев за първи път се използва през 1874 г. по предложение на директора на Обуховския завод А. А. Колоколцов като мярка за повишаване на живучестта на мощните артилерийски оръдия.
Разновидност на вкладната цев се явява стволът със свободна тръба.

## Устройство на вкладната цев
Вкладните цеви биват скрепени и свободни. Скрепената вкладна цев се поставя в обвивката с определено затягане, свободната се поставя с определен луфт. Тъй като в случай на износване свободната вкладна цев може бързо да се замени във войскови (бойни) условия, а скрепената – не, то практическа употреба имат преимуществено свободните вкладни цеви.
При изстрела, под действието на високите температури и налягания в канала на ствола луфта между външната повърхност на свободната ВЦ и вътрешната част прикривана от обвивката се обира, т.е. обвивката участва в съпротивлението на налягането от барутните газове. След охлаждането на ствола луфта се възстановява.
От изместване по оста (напред – назад) ВЦ се удържа от пръстеновидна издатина (бурт) и винт към казенника (понякога и пръстен, навинтван към обвивката), а от въртене вътре в обвивката от шпонки, стопорен винт, планка и т.н. Величината на луфта в стволовете със свободна ВЦ е равна на 0,05 – 0,2 мм за оръдията от средния калибър и 0,15 – 0,25 мм за оръдията от големия калибър.
Основните недостатъци на стволовете със свободна ВЦ е необходимостта да се използват стомани за стволовете с много високи механични характеристики и тяхната сложност за производство.